# Walter Rosenkranz
Walter Rosenkranz, né le 29 juillet 1962 à Krems an der Donau (Basse-Autriche), est un avocat et homme politique autrichien, membre du parti d'extrême droite FPÖ. Il est le président du Conseil national d'Autriche depuis le 24 octobre 2024.

## Biographie
Walter Rosenkranz est membre du Conseil national de 2008 à 2019, date à laquelle il devient l'un des trois défenseurs publics nationaux (Volksanwalt).
Il est chef de groupe parlementaire du FPÖ au Conseil national entre 2017 et 2019 et chef du FPÖ de Basse-Autriche.
Le 12 juillet 2022, le FPÖ choisit Rosenkranz comme candidat officiel à l'élection présidentielle, qui se tient le 9 octobre 2022. Il est battu par le président sortant Alexander Van der Bellen, ne réunissant que 17,9 % des suffrages contre 56 % pour Van der Bellen réélu dès le premier tour.
Walter Rosenkranz n'a aucun lien de parenté avec Barbara Rosenkranz, candidate du FPÖ à l'élection présidentielle de 2010.
Il devient le président du Conseil national d'Autriche le 24 octobre 2024. Il s'agit de la première fois que le parlement élit un président d'extrême droite,.

## Controverses
Son mandat de président du Conseil national d'Autriche est rapidement entaché par plusieurs controverses. Dès son élection, il détourne une réception officielle de Viktor Orbán à des fins partisanes et accorde aux médias complotistes d'extrême droite un accès privilégié au Parlement. À cela s'ajoutent des polémiques concernant son rapport au passé nazi de l'Autriche, notamment sa contribution en 2009 à un ouvrage qui glorifie d'anciens membres nazis de sa corporation étudiante, la Burschenschaft nationaliste Libertas,,.
En février 2025, son chef de cabinet est impliqué dans une enquête sur un groupe paramilitaire néonazi,, puis en mars, il provoque l'indignation quand il expose dans son bureau une fresque de Rudolf Eisenmenger (de), peintre favori de Joseph Goebbels,. Face à ces agissements, des représentants de la communauté juive refusent sa présence aux commémorations de la Shoah,, et le Parlement modifie la législation pour lui retirer la présidence automatique du fonds d'indemnisation des victimes du nazisme.